# Jamanasi prefektúra
Jamanasi prefektúra ( 山梨県; Hepburn: Yamanashi-ken) Japán 47 prefektúrájának egyike, amely az ország fő szigetén, Honsún, a Csúbu régióban fekszik. Székhelye Kófu.

## Történelem
A Jamanasi prefektúra területén már több mint 30 000 éve élnek emberek.